# Alliantie
Een alliantie of een bondgenootschap is een verdrag tussen staten, zakenpartners of individuen, omwille van een gemeenschappelijk voordeel.
Allianties kunnen militair van aard zijn. Dit soort allianties komt veelvuldig voor in de geschiedenis. Een bekend voorbeeld is de Eed van Straatsburg (9e eeuw) tussen Lodewijk de Duitser en Karel de Kale.
Een alliantie kan ook staatkundig zijn, eventueel als uitloper van een militaire alliantie. Zwitserland is hier een voorbeeld van. Dit land ontstond als een vooral militaire alliantie tegen al te veel bemoeienissen van de Habsburgse vorsten van Oostenrijk, en mondde eerst uit in een confederatie (het Oude Eedgenootschap) waaruit aldus de staat Zwitserland voortvloeide.
Allianties worden ook gesloten in het bedrijfsleven. Voorbeelden hiervan zijn de luchtvaartalliantie tussen de KLM en Northwest Airlines en de mondiale allianties Skyteam, Star Alliance en Oneworld Alliance. De achterliggende gedachte is dat men klanten die op meerdere markten opereren kan blijven bedienen wanneer deze klant dienstverlening nodig heeft op een markt waar de dienstverlener niet actief is. Dit kan men bereiken door middel van referentie- of tariefafspraken. Allianties vinden derhalve vaak plaats tussen bedrijven die in dezelfde branche maar in verschillende markten of marktsegmenten actief zijn. Een alliantie tussen concurrenten is eveneens denkbaar maar kan al snel leiden tot een (in veel landen verboden) kartel.